# 拿破侖定理
拿破仑定理是拿破仑发现的平面几何定理：“以任意三角形各边为边分别向外侧作正三角形，则它们的中心(三心)連線必构成一个正三角形。”該正三角形稱為拿破仑三角形。如果向内作三角形结论同样成立。

## 证明

证明段落配图

为外侧任意两个正三角形作外接圆，其两圆有2个交点，其中一个交点为中间三角形的顶点，设另外一个交点为{\displaystyle O}，并连接{\displaystyle O}与中间三角形的另外两个顶点，因为{\displaystyle O}在两圆上，所以{\displaystyle \angle AOB=\angle AOC=\angle COB=120^{\circ }}
因为中间正三角形的顶点在圆心上，且{\displaystyle AO}、{\displaystyle BO}、{\displaystyle CO}是外正三角形外接圆交点的连线，所以{\displaystyle OA}⊥{\displaystyle MN}、{\displaystyle OB}⊥{\displaystyle NL}、{\displaystyle OC}⊥{\displaystyle ML}
因为{\displaystyle \angle ACO+\angle CAO=60^{\circ }}，{\displaystyle \angle CAO+\angle AMN=\angle ACO+\angle CML=60^{\circ }}，所以{\displaystyle \angle AMN+\angle CML=60^{\circ }}，所以{\displaystyle \angle NML=60^{\circ }}，其余二角同理。

## 基本性质
这一定理可以等价描述为：若以任意三角形的各边为底边向形外作底角为30°的等腰三角形，则它们的顶点构成一个正三角形。

本圖形具備下列特徵:

- 線段{\displaystyle {\overline {AX}}={\overline {BY}}={\overline {CZ}}}，且該三線段交於一點，該點到ABC三點距離之和等於{\displaystyle {\overline {AX}}}（或{\displaystyle {\overline {BY}}}、{\displaystyle {\overline {CZ}}}）。
- {\displaystyle {\overline {AX}}}與{\displaystyle {\overline {MN}}}、{\displaystyle {\overline {BY}}}與{\displaystyle {\overline {NL}}}、{\displaystyle {\overline {CZ}}}與{\displaystyle {\overline {ML}}}互相垂直。
- {\displaystyle \triangle ACY,\triangle BCX,\triangle ABZ}之外接圓相交於一點，該點即線段{\displaystyle {\overline {AX}},{\overline {BY}},{\overline {CZ}}}之交點。

## 外部連結
- 拿破崙三角形的證明 （页面存档备份，存于）：利用圖解的方式，一步一步說明拿破崙三角形的原理（英文）。